# Franz von Papen
 Franz Joseph Hermann Michael Maria von Papen (?·pàg.) (29 d'octubre de 1879 - 2 de maig de 1969) va ser un polític i diplomàtic alemany de la República de Weimar i del Tercer Reich, les polítiques del qual van ser importants per a ascendir Adolf Hitler al poder. Conegut per les seves intrigues, fou conegut com el diable amb barret de copa alta.
Fill d'una rica família catòlica de Westfàlia, Papen va servir com a soldat en el front turc durant la Primera Guerra Mundial. A la seva tornada es va incorporar a la política, unint-se al Partit de Centre, també conegut com a Partit de Centre Catòlic. L'1 de juny de 1932 va sortir de la relativa foscor quan el president Paul von Hindenburg el va triar per a substituir al Canceller, Heinrich Brüning, capdavanter del mateix partit de Von Papen. Aquest canvi va ser motivat en gran part per la influència del general Kurt von Schleicher, que era el conseller més proper de Hindenburg.
Papen, expulsat del Partit de Centre Catòlic per la seva traïció a Brüning, no tenia pràcticament suport en el Reichstag, excepte del conservador Partit Nacional del Poble d'Alemanya (DNVP). Papen governà de forma autoritària, llançant un cop contra el govern social demòcrata de Prússia, i revocant la prohibició del seu predecessor sobre la Secció d'Assalt SA per a satisfer els nazis, als qui volia convèncer perquè donessin suport al seu govern. En última instància, després de dues eleccions per al Reichstag, aconseguint només incrementar la força dels nazis en el parlament, sense que Von Papen obtingués un major suport parlamentari, aquest va ser forçat a renunciar com a Canceller i reemplaçat per Schleicher el 4 de desembre de 1932, el qual esperava establir una àmplia coalició de govern guanyant el suport de nazis i comerciants unionistes social-demòcrates.
Com cada vegada era més obvi que la maniobra de Schleicher para trobar una majoria en el Reichstag era infructuosa, Papen i el líder del Partit Nacional del Poble d'Alemanya (DNVP) Alfred Hugenberg van arribar a un acord amb Hitler per a nomenar-lo Canceller d'una coalició de govern amb els nacionalistes i Papen servint com vicecanceller. Von Papen utilitzà el seu vincle personal amb l'ancià president Hindenburg, persuadint-lo perquè, finalment el 30 de gener de 1933 acabés destituint Schleicher i nomenant Hitler per al lloc de Canceller. Von Hindenburg sempre s'havia mostrat en contra de donar tal càrrec a Hitler, fins i tot ho havia fet de forma pública. Ell desitjava que fos Von Papen qui el recuperés, però: la insistència de l'últim a cedir-lo a Hitler, el consell d'Oskar Hindenburg (fill del president) i rumors d'un possible cop d'estat, van fer que Hindenburg acabés nomenant Adolf Hitler per al lloc de Canceller. El 20 de juliol de 1933, Von Papen va servir de representant del govern de Hitler al Vaticà per a la signatura d'un concordat entre l'Església Catòlica i el partit nazi.
Una vegada Hitler va arribar al poder, Von Papen i els seus aliats van ser marginats ràpidament i ell mateix retirat de la vicecancelleria el 1934. Més endavant, el 30 de juny del 1934, en la Nit dels ganivets llargs, van ser assassinats molts enemics de Hitler, tant de dintre com de fora del partit (inclòs Schleicher). Von Papen va ser arrestat i mantingut sota arrest domiciliari durant tres dies, mentre la seva secretària, Herbert von Bose, i Edgar Julius Jung, que escrivia els seus discursos, van ser assassinats.
Més tard, Papen va servir al govern nazi com a ambaixador a Àustria de 1934 a 1938 i a Turquia de 1939 a 1944. En aquest últim país conegué el llavors Nunci Apostòlic Giuseppe Angelo Roncalli (més tard conegut com el Papa Joan XXIII) el qual va exercir la seva influència en la seva decisió d'alliberar molts jueus que anaven a ser traslladats als camps de concentració. Von Papen fou capturat pels aliats després de la guerra i va ser un dels acusats en els importants Judicis de Nuremberg, però va ser absolt i condemnat a treballs forçats. Durant els anys 50 va intentar, sense èxit, reprendre la seva carrera política. Va morir el 1969 a l'edat de 89 anys.